# Automatic Equipment Identification
Automatic Equipment Identification (AEI) je elektronický identifikační systém vozidel používaný  železnicemi v Severní Americe. Skládá se z pasivních prvků montovaných na vozidlech a z čteček umístěných u koleje. AEI používá rádiový signál k identifikaci vozidla při průjezdu kolem čtečky.

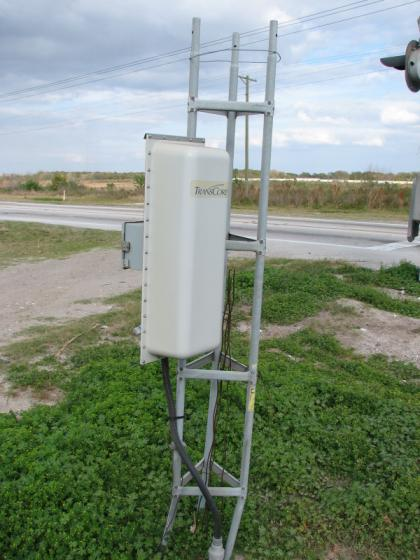
Čtečka

## Historie
Na sklonku 60. let se severoamerické železniční společnosti začaly poohlížet po systému, který by umožnil samočinně identifikovat vozy a ostatní kolejová vozidla. Díky úsilí Sdružení amerických železnic (AAR) byl vyvinut systém barevných kódů (podobný dnešnímu čárovému kódu). Tabulky s kódy byly montovány na obě bočnice vozů.
Tento původní systém byl znám jako Automatic Car Identification (ACI). AAR vyžadovala od všech vlastníků vozů namontování tabulek s kódy ACI na jejich vozy. Tento požadavek vedl k plnému zavedení ACI počátkem 70. let 20. století. Bohužel však časem docházelo ke znečištění tabulek i k jejím ztrátám, takže spolehlivost systému byla mnohem menší, než se očekávalo. To nakonec vedlo koncem 70. let k opuštění této koncepce a až do poloviny 80. let zůstala myšlenka samočinné identifikace vozidel téměř opuštěna. 
Společnost Burlington Northern byla první severoamerickou železnicí, která obnovila vývoj účinné identifikace kolejových vozidel. BN těsně navázala na úsilí námořních společností o nalezení systému samočinné identifikace kontejnerů. V návaznosti na jejich úspěch s metodou využívající radiových signálů začala BN v roce 1986 svůj zkušební program. 
Burlington Northern původně oslovila devět dodavatelů, aby předvedli své systémy. Z těchto devíti systému vybrala BN dva systémy ke komplexním zkouškám. Jednalo se o systémy společností  General Railway Signal (GRS) a Union Switch & Signal (US&S). Druhý systém dodává Amtech Corporation z Dallasu, Texas.
V lednu 1988 Burlington Northern vybavila 1 500 vozů na železnou rudu v severní Minnesotě transpondery GRS i Amtech. Každý dodavatel také instaloval po třech čtečkách podél trati. Všechny čipy byly namontovány na bočnicích vozů.
V srpnu 1988 Burlington Northern uveřejnila zprávu o výsledcích zkoušek na výroční schůzi pro komunikaci a signalizaci AAR. Uvedla, že přesnost obou systémů během šesti měsíců provozu přesáhla 99,99 %. Na základě tohoto ohromujícího výsledku obou systémů požádala BN AAR o ustavení výboru pro sepsání normy pro automatickou identifikaci vozidel (Automatic Equipment Identification - AEI) pro severoamerický železniční průmysl a navrhla, aby AAR použila jako základ současný návrh normy ISO pro kontejnery.
Výbor AAR byl pověřený vývojem normy AEI. Železniční společnosti, jako například Norfolk Southern, Union Pacific, CSX a Canadian National zahájily své vlastní zkušební programy a jejich výsledky pak předávaly výboru.
V srpnu 1989 AAR informovala dodavatele identifikačních systémů, že technologie  Amtech byla zvolena jako standard automatické identifikace vozidel.
Na sklonku roku 1989 výbor AAR pro AEI vybral technologii a stanovil formát vysílaných dat. Jediným velkým nedořešeným problémem zůstalo umístění čipů na vozech. To se stalo velmi kontroverzním tématem pro následujících devět měsíců. Střetly se zde dva názory: Jedna skupina prosazovala umístění na bočnici, druhá na spodku vozu. Obojí mělo své pro i proti z hlediska nákladů a udržovatelnosti, funkčnost byla v obou případech stejná. Nakonec v létě 1990 výbor rozhodl o umístění čipů po jednom na každé bočnici vozu.

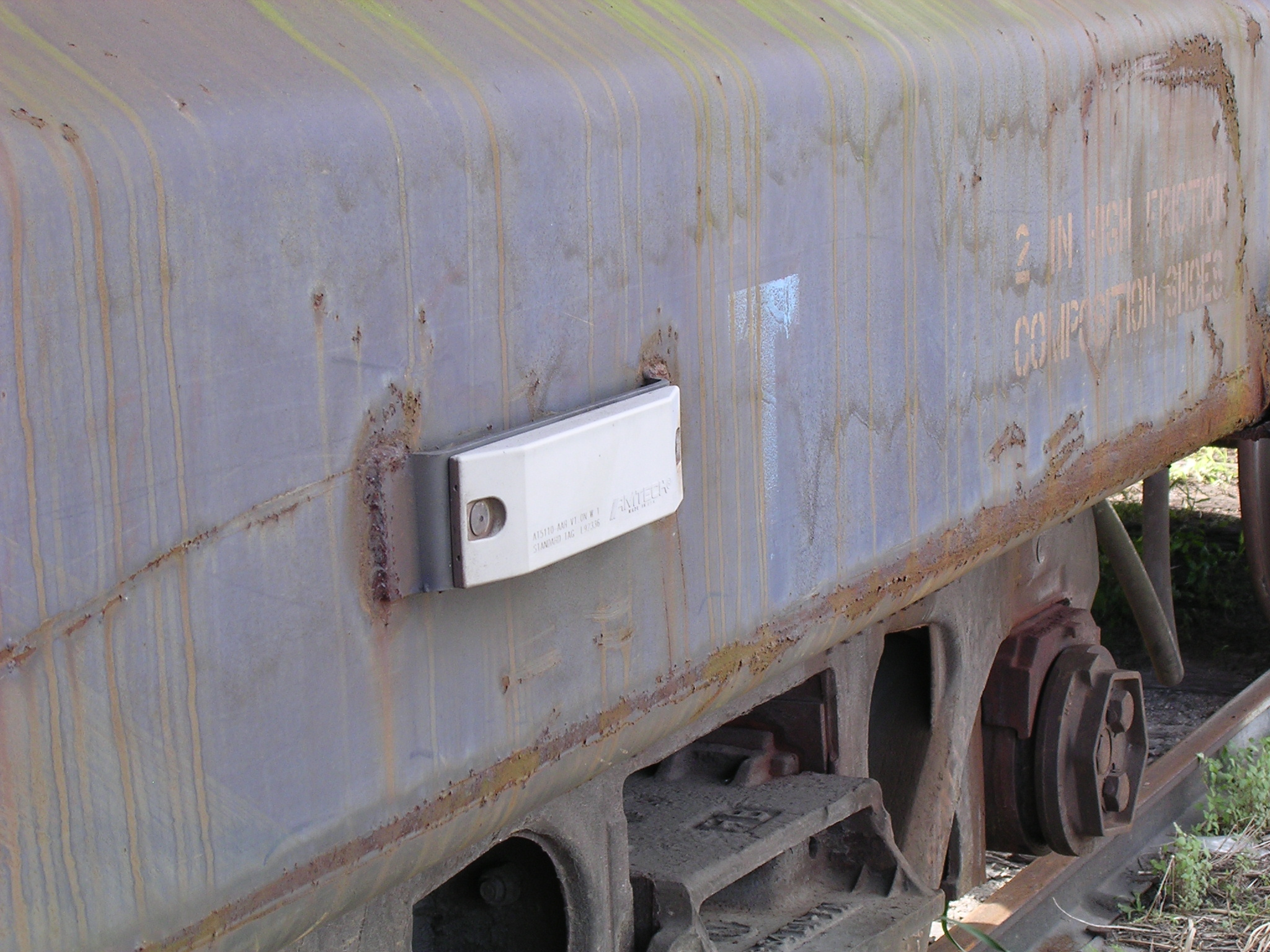
Destička s čipem na bočnici vozu.

V červenci 1990 zaslal Výbor vozové služby (Committee on Car Service) AAR rezoluci Generálnímu výboru Provoz-Doprava (Operating-Transportation General Committee) AAR, aby ustanovil závazné datum pro vybavení všech vozů ve výměnném provozu. Generální výbor Provoz-Doprava si vyžádal na výboru pro AEI analýzu nákladů a přínosů a doporučil armonogram zavedení. V říjnu 1990 Generální výbor Provoz-Doprava schválil nezávaznou normu pro AEI.
S těmito doporučeními hlasoval v srpnu 1991 Generální výbor Provoz-Doprava AAR o ustanovení závaznosti norem AEI. Závazný výsledek hlasování byl ratifikován radou ředitelů AAR na jejich schůzi v září 1991. Od 1. března 1992 do 31. prosince 1994 nastalo závazné období pro vybavení vozů ve výměnném provozu. Na konci tohoto období bylo 1,4 milionu železničních vozů vybaveno čipy.
Jako součást přijetí norem založených na technologii Amtech si AAR vyžádala licencování   této technologie. Na základě pověření AAR z roku 1991 celkem šest dodavatelů dodávalo čtecí zařízení AEI. Byli to Union Switch & Signal, Safetran, Harmon, VideoMasters, CCTC International ve spolupráci s IBM a Southern Technologies. V srpnu 2007 již zbyli pouze dva: 
SAIC (dříve VideoMasters) a Southern Technologies.
K 31. prosinci 1994 Amtech dodal přes 3,1 milionu čipů pro severoamerické železnice. AAR uváděla, že přes 95 % vozového parku bylo očipováno. Koncem roku 2000 bylo na severoamerických železnicích instalováno již přes 3000 čteček.

## Používané frekvence
Specifikace AAR S-918 uvádí deset doporučených frekvencí v rozsahu 902,250 až 921,500 MHz v závislosti na umístění čtečky (ve stanici nebo na trati) se jmenovitým vysílacím výkonem 2,0 W (měřeno na vysílači).